# Théorie des fonctionnaires de fait
La théorie des fonctionnaires de fait est une théorie de droit administratif français et belge cherchant à atténuer les conséquences dommageables de l'incompétence légale d'un fonctionnaire.
En effet, une personne non investie ou non régulièrement investie est légalement incompétente : tous ses actes qui ont été pris sur le fondement de son acte de nomination (supposé ou irrégulier) devraient en conséquence être réputés nuls également.
Mais les conséquences de ces annulations peuvent être extrêmement graves si la fonction a été exercée pendant une longue durée. La juridiction administrative a donc conçu la théorie des fonctionnaires de fait dans un souci pragmatique de sécurité juridique. Elle a ainsi affirmé dans plusieurs arrêts : « ce fonctionnaire irrégulièrement nommé aux fonctions qu'il occupe doit être regardé comme investi desdites fonctions tant que sa nomination n'a pas été annulée ». C'est-à-dire que les actes passés par le fonctionnaire avant l'annulation sont réputés valides.
Le but de la théorie est la nécessité d'assurer le fonctionnement régulier des services publics et de préserver la sécurité juridique des actes administratifs, et la stabilité des situations juridiques :
- Le premier fondement est celui de l'apparence. Le juge administratif a ainsi admis la théorie des fonctionnaires de fait quand le public a raisonnablement ignoré l'irrégularité de l'investiture. Cela a également été le cas lors d'une délégation de compétence irrégulière, d'une nomination ou d'une élection illégale ou encore d'un maintien irrégulier après la retraite de l'agent.
- Le second fondement est celui de la nécessité de la continuité du fonctionnement des services publics, notamment en application de la théorie des circonstances exceptionnelles. Cela peut être le cas lorsque les autorités légales ont disparu, à la suite d'une guerre ou d'une insurrection.

La théorie des fonctionnaires de fait s'applique de manière large puisqu'elle s'applique à tous les agents administratifs. La jurisprudence l'a ainsi admise pour des élus et pour des dirigeants d'entreprises publiques.